# Tjader Plays Mambo
Albums de Cal Tjader
Mambo With Tjader Tjader Plays Tjazz
Tjader Plays Mambo est un album studio de Cal Tjader enregistré en trois séances au cours du deuxième semestre de 1954 avec une formation quintette et orchestre. Il est sorti en 1954 et contient 12 titres dont les singles « It ain't necessarily so » et « Have You Met Miss Jones? ».

## Titres
• Face A (16:57)
1. Yesterdays (A1) - 3:23  ∫ de Jerome Kern et Otto Harbach
2. Out Of Nowhere (A2) - 3:05 ∫  de Edward Heyman et Johnny Green
3. Fascinatin' Rhythm (A3) - 2:44 ∫ de George Gershwin et Ira Gershwin
4. Guarachi Guaro (A4) - 2:55 ∫ de Dizzy Gillespie et Chano Pozo
5. The Lady Is A Tramp (A5) - 2:48 ∫ de Lorenz Hart et Richard Rodgers
6. It Ain't Necessarily So (A6) - 2:02 ∫ de George Gershwin et Ira Gershwin

• Face B (16:29)
1. Have You Met Miss Jones? (B1) - 3:05 ∫ de Lorenz Hart et Richard Rodgers
2. For Heaven's Sake (B2) - 2:58  ∫ de Elise Bretton, Sherman Edwards & Donald Meyer
3. Mambo Macumba (B3) - 2:15 ∫ de Cal Tjader
4. East Of The Sun (B4) - 3:05 ∫ de Brooks Bowman
5. Bei Mir Bist Du Schein (B5) - 3:07 ∫ de Sammy Cahn, Saul Chaplin, Jacob Jacobs et Sholom Secunda
6. I Concentrate On You (B6) - 1:59 ∫ de Cole Porter

## Single extrait au format 45 (7")
- 1954 : « It Ain't Necessarily So ? » par Cal Tjader Modern Mambo Quintet[4] Références : Fantasy Records ∫ Fantasy F 534.

Il contient les titres suivants :
1. It Ain't Necessarily So (A1) (Single)[5]- 2:02
2. Mambo Macumba (B1) (B'Side) - 2:15

- 1954 : « Have You Met Miss Jones? » par Cal Tjader Modern Mambo Quintet Références : Fantasy Records ∫ Fantasy F ???.

Il contient les titres suivants :
1. Have You Met Miss Jones? (A1) (Single) - 3:05

## Personnel & Enregistrement
Cal Tjader choisit d'enregistrer 4 morceaux (dont le single extrait) avec une formation originale qualifiée d'orchestre, avec la présence de 4 trompettes. Il revient ensuite à une formation plus classique intitulée « Cal Tjader's Modern Mambo Quintet »  pour enregistrer les autres titres. La dernière session est marquée par le départ d'Edgardo Rosales qui sera remplacé pour la dernière session par Luis Miranda. On le retrouve cependant sur 7 titres de l'album.
- Enregistrements studio d'abord en 2 sessions : le 21 septembre 1954, puis courant octobre 1954 au Marines Memorial Theater de San Francisco et complétée par une session d'enregistrement en fin d'année 1954 toujours au Marines Memorial Theater de San Francisco[8] (Californie). Masters Fantasy Records.

## Production & Son
- Remastering des bandes originales de Phil De Lancie[14] en 1987 aux Fantasy Studios de Berkeley (Californie).

## Design de Couverture
- Description : Image en noir et blanc, très contrastée. Prise de vue d'une femme habillée en tenue de soirée, vêtue d'une robe manifestement bicolore, laissant les épaules nues et fichue d'un « boa » en plûmes négligemment posé sur la tête et retombant sur les épaules. Position : Elle regarde le photographe, elle semble prendre sa pose malgré son déséquilibre arrière[15] et tient une coupe de champagne (?) qu'elle porte à ses lèvres pour boire, son bras gauche est en l'air et part dans le coin haut droit. Le cadrage est particulier : personnage dans le coin bas et à droite laissant beaucoup d'importance à la matière du fond blanc. Typographie de titrage : police de caractère de style « cartoons », lettres en bdc[16] avec patin. Sur le bord gauche de la pochette, figurent sur un alignement à gauche, et un centrage dans la hauteur, tous les titres de l'album en bdc. Typographie et logo Fantasy de couleur verte. L'album est sobrement intitulé « Tjader Plays Mambo ». (Voir la pochette[17]).
- Photographie de : …[18].

## Informations de Sortie
- Année de Sortie : 1954
- Intitulé : Cal Tjader - Tjader Plays Mambo
- Label : Fantasy Records
- Référence Catalogue : Fantasy F-3221[19]
- Format :  LP 33 / 25 cm ou (10")
- Liner Notes : Ralph J. Gleason[20]

## Réédition FormatLPetCD
Pas de réédition connue en album LP 33 série 3000 ou LP 33 Série 8000 Stéréo sous le titre original « Tjader Plays Mambo ».
Réédition en album LP 33 Original Jazz Classics sous le titre original « Tjader Plays Mambo ».
- Références : Fantasy  Original Jazz Classics OJC 274 (1987)[22].

Réédition en CD sous le titre original « Tjader Plays Mambo » dans la série « Original Jazz Classic » :
- Références : Fantasy  Original Jazz Classics OJCCD 274 (1987), OJCCD 274-2 (1996) et OJCCD 2742 (2003)[23].